# Код INSEE
Код INSEE (фр. codes Insee или codes INSEE) — во Франции числовые или буквенно-числовые коды, которые выдаёт Национальный институт статистики и экономических исследований (фр. Institut National de la Statistique et des Études Économiques). Введены сотрудником правительства Виши Рене Кармилем.

## Официальный географический код
Номенклатура французских общин, которая определяется INSEE.
Пример: Мец имеет код INSEE 57463. Он состоит из 57 = порядковый номер департамента Мозель и 463 = номер города Мец в алфавитном порядке этого департамента.

## Номер социального страхования
Во Франции каждому человеку при рождении выдаётся 15-значное число, которое называется номером социального страхования (фр. numéro de sécurité sociale).
Цифры номера имеют следующие значения:
| Применение                                        | Положение | Значение | Возможные значения                        |
| ------------------------------------------------- | --------- | --- | ----------------------------------------- |
| Все номера                                        | 1         | Пол (согласно ISO 5218) | 1 — 2                                     |
| Все номера                                        | 2 — 3     | две последние цифры года рождения | 00 — 99                                   |
| Все номера                                        | 4 — 5     | месяц рождения | 01 — 12, или 20 для значения «неизвестно» |
| персоны, родившиеся во Франции                    | 6 — 7     | номер департамента рождения | 01 — 95, 2A и 2B для Корсики              |
| персоны, родившиеся во Франции                    | 8 — 10    | номер города рождения (согласно номенклатуре INSEE) | 001 — 990                                 |
| персоны, родившиеся в заморских владениях Франции | 6 — 8     | департамент рождения | 970 — 989                                 |
| персоны, родившиеся в заморских владениях Франции | 9 — 10    | номер города рождения (согласно номенклатуре INSEE) | 01 — 90                                   |
| персоны, родившиеся вне Франции                   | 6 — 7     | константа | 99                                        |
| персоны, родившиеся вне Франции                   | 8 — 10    | код страны рождения (согласно номенклатуре INSEE) | 001 — 990                                 |
| Все номера                                        | 11 — 13   | порядковый номер свидетельства о рождении в городе/стране за данный месяц (в случае превышения 999 рождений, временный номер может быть присвоен городу или стране) | 001 — 999                                 |
| Все номера                                        | 14 — 15   | контрольная сумма (по модулю 97) | 01 — 97                                   |